# Bicellaria dispar
Bicellaria dispar is een vliegensoort uit de familie van de Hybotidae. De wetenschappelijke naam van de soort is voor het eerst geldig gepubliceerd in 1920 door Oldenberg.